# Narcosintesi
In psicologia con il termine narcosintesi ci si riferisce ad un gruppo di tecniche che ha le sue origini nella pratica della "narco-ipnosi". La narco-ipnosi, come suggerisce il nome, comporta l'uso di alcune sostanze stupefacenti per indurre vari tipi di stati ipnotici. In combinazione con le tecniche di ipnosi tradizionali, si pensava che gli effetti psicologici desiderati potessero essere facilitati o più velocemente o con una maggiore "profondità psichica" rispetto alla sola ipnosi.

## Etimologia
Il termine deriva dal greco narke (assopimento) e synthesis (derivante dal verbo greco syntythénai, mettere insieme: syn=con e tythéna=mettere)

## Storia e razionale
La narcosintesi si ritiene abbia avuto un'origine militare. In particolare questo tipo di narcoterapia viene ad imporsi dopo la seconda guerra mondiale per combattere le nevrosi legate al conflitto bellico. In questa fase gli psicoterapisti si trovano a lavorare sui soldati nel tentativo di recuperarli dagli effetti negativi correlati ai traumi di battaglia, e successivamente nel tentare di curare o ridurre gli effetti dello "shock da granata" e le altre manifestazioni che oggi vengono comprese nella definizione di disturbo da stress post-traumatico.
La somministrazione di un narcotico od altre sostanze stupefacenti vede il suo razionale nel tentativo di indurre rilassamento, una sensazione di benessere e desiderio di comunicare, per portare il paziente ed il suo terapista ad affrontare i conflitti interiori ed i ricordi repressi tramite l'associazione mentale e l'analisi dei sogni.
Tale approccio è stato anche impiegato da Rene Bessiere in alcuni casi di schizofrenia ed ossessione.

## Farmaci impiegati in narcoanalisi
- Scopolamina (impiegata fino al 1930 circa)
- Barbiturici: amobarbital, tiopental sodico, esobarbital

## Criticità
Al giorno d'oggi l'efficacia di tale pratica terapeutica viene messa in forte discussione. L'esperienza clinica avrebbe infatti documentato che il paziente anche in condizioni di narcoanalisi riesce a conservare capacità di controllo e di simulazione.